# Jean-Marc Guillou
Jean-Marc Guillou (Bouaye, 1945. február 20. –) francia labdarúgó-középpályás, edző. 1974-ben és 1975-ben ő nyerte el a France Football Étoile d’Or-díját.
A francia válogatott tagjaként részt vett az 1978-as labdarúgó-világbajnokságon.